# Бахлуец
Бахлуец (Бахлуяш, рум. Bahluieț) — река в Румынии, в регионе Западная Молдавия, правый приток реки Бахлуй, относится к бассейну Дуная. Течёт через город Тыргу-Фрумос, у Тыргу-Фрумос принимает притоки Редиу (правый), Кукутень (левый), Васкани (Râul Vascani) и Пробота (левый). Течёт в восточном направлении по жудецу Яссы. Принимает левый приток Бэйчени. У Поду-Илоаей на реке построена плотина и находится водохранилище. Впадает близ Поду-Илоаей в Бахлуй. Длина 41 километр. Площадь водосборного бассейна 551 квадратный километр. Среднегодовой расход воды 1,06 кубического метра в секунду.
Согласно византинисту Василию Григорьевичу (1838—1899) название славянского происхождения.